# Legge Peillon
La legge Peillon (dal nome del Ministro dell'istruzione pubblica Vincent Peillon), nota anche come legge di orientamento e programmazione per la rifondazione della Scuola della Repubblica, è una norma promulgata l'8 luglio 2013 dal Governo Ayrault II, che riforma il sistema educativo francese.
La norma prevedeva l'assunzione di 60.000 unità in 5 anni, fra docenti e altro personale, di cui due terzi nelle scuole primarie; l'abolizione dell'apprendistato per i quindicenni; l'introduzione dello studio dell'educazione civica e morale nelle scuole; l'insegnamento delle lingue straniere vive fin dal primo anno delle primarie; l'istituzione di una mezza giornata di lezione il mercoledì mattina.

## Genesi
La legge fu preparata da Vincent Peillon, allora Ministro dell'istruzione francese.
I lavori della sessione si svolsero in un clima positivo. Furono adottati circa 150 emendamenti sui 661 proposti, tra cui una trentina del gruppo ecologista.
Un emendamento presentato dall'opposizione di destra fu oggetto di un dibattito molto acceso, in quanto proponeva di specificare che le lezioni di educazione civica ed etica sarebbero state impartite "nel rispetto dell'educazione fornita dalla famiglia". Alla fine, l'opposizione rinunciò a questo emendamento.
Il testo fu approvato dal Senato, che aggiunse l'obbligo per le scuole secondarie di esporre all'ingresso una bandiera francese ed europea, oltre al motto della Repubblica.
La legge fu approvata dal Parlamento nel luglio 2013 (legge n. 2013-595).
Nel contesto emergente della valutazione delle politiche pubbliche, la norma fu la prima legge del diritto scolastico francese a prevedere un comitato di monitoraggio incaricato di valutarne l'applicazione e gli effetti nel tempo.

## Contenuto

### Riorganizzazione della formazione degli insegnanti
La Legge Peillon abolì le IUFM all'interno delle accademie, ma le preservò nei vicerettorati del Pacifico (Nuova Caledonia, Wallis e Futuna e Polinesia francese) . Inoltre, istituì le Écoles supérieures du professorat et de l'éducation (ESPE) nelle accademie. Queste facevano parte delle università ed erano responsabili della formazione iniziale e continua degli insegnanti. I candidati al concorso di abilitazione dovevano essere iscritti al primo anno di studi per l'ottenimento di un master.

### Assegnazione degli insegnanti
Il testo prevedeva la creazione di 60.000 posti di lavoro nel settore dell'istruzione in cinque anni (insegnanti e altro personale).
La legge diede priorità all'assegnazione di due terzi dei nuovi posti di insegnamento all'istruzione primaria, nell'ambito del programma "più insegnanti che classi" nelle aree difficili.

### Educazione civica e morale
Fu adottato un articolo volto a introdurre l'educazione civica e morale.

### Apprendimento delle lingue
L'insegnamento delle lingue straniere vive diventò obbligatorio fin dal primo anno della scuola primaria. La legge introdusse anche l'educazione digitale per i bambini. Le autorità scolastiche avevano la facoltà di promuovere l'apprendimento delle lingue straniere parlate nei Paesi con cui erano stati firmati accordi di cooperazione a livello regionale.
L'apprendimento delle lingue regionali o minoritarie della nazione, riconosciute come “"arte del patrimonio francese", era incoraggiato nelle regioni in cui esse erano utilizzate. Gli insegnanti della scuola primaria e secondaria potevano utilizzare queste lingue qualora ne traessero beneficio nell'attività didattica, senza il previo consenso dei genitori o degli alunni maggiorenni.

### Orientamento degli allievi
Il sistema votato nel 2011 (legge Cherpion), che autorizzava l'apprendistato per i quindicenni, fu abolito. Il governo ritenne che questo apprendistato precoce impedisse agli studenti di acquisire le competenze di base e li bloccasse in un percorso professionale iniziato troppo presto.

### Ritmo scolare
La legge invertì la disposizione votata nel 2008 che prevedeva l'abolizione delle lezioni del sabato mattina, creando un orario di lezione il mercoledì mattina, per bilanciare meglio il carico didattico durante la settimana.

### Altri aspetti
Questa legge introdusse il Consiglio di scuola-collegio, con l'obiettivo di garantire la continuità didattica e la coerenza educativa tra scuola e collegio.
Istituì contratti tripartiti di obiettivi tra lo Stato (rappresentato dal rettore d'accademia), l'ente locale e l'EPLE (istituto scolastico). In particolare, chiarì il ruolo delle collettività territoriali nella politica digitale (attrezzature, manutenzione, acquisizione di software necessari per l'insegnamento e scambi tra i membri della comunità educativa).
Fondò il Consiglio nazionale di valutazione del sistema scolastico (Conseil national d'évaluation du système scolaire, CNESCO) e il Consiglio superiore dei programmi (Conseil supérieur des programmes).
Il motto della Francia fu esposto sulla facciata di tutte le scuole secondarie pubbliche e private convenzionate, insieme alla bandiera francese e a quella europea. La legge prevedeva:
(Legge n. 1013-595 dell'8 luglio 2013)
In tema di ristorazione scolastica, fu incoraggiata la diffusione di alimenti biologici e prodotti localmente (appendice - Promozione della salute).

## Accoglienza

### Critiche e proteste
La legge fu oggetto di un intenso dibattito, in particolare sul tema del ritmo scolastico imposto dalla stessa, ovvero l'aggiunta di una mezza giornata di lezione. Nel 2016, il comitato di monitoraggio della legge Peillon osservò che l'argomento aveva attirato così tanta attenzione da porre in secondo piano le altre disposizioni del testo legislativo.
L'UMP denunciò l'abolizione della possibilità per i giovani di intraprendere un apprendistato a partire dai 15 anni, ritenendo che questa misura facesse parte di una "visione ideologica di un collège unico e monolitico".
Il Partito Comunista Francese votò a favore della norma, pur criticando i 60.000 posti di lavoro annunciati, che non avrebbero compensato gli 80.000 persi durante la presidenza di Nicolas Sarkozy.

### Valutazione delle politiche pubbliche
Il Consiglio economico, sociale e ambientale espresse un parere positivo, ritenendo che "gli obiettivi principali del progetto di legge corrispondono a quanto raccomandato nel suo parere sulle 'Disuguaglianze a scuola'".
Nel 2016, il comitato di monitoraggio della legge Peillon sulla revisione del sistema scolastico riferì che che l'attuazione era stata difficile. Il rapporto rilevava che, nonostante le grandi aspettative del personale docente nei confronti della legge, i suoi effetti stentavano a concretizzarsi. Si evidenziava inoltre che le risorse programmate erano state "assorbite dalla crescita demografica".